# Kuni
Kuni, pseudonimo di Kuni Takeuchi (...), è un chitarrista giapponese, noto per aver pubblicato una serie di album con la collaborazione di diversi noti personaggi della scena heavy metal internazionale.

## Biografia
La carriera del guitar-hero giapponese inizia con il disco "Masque" nel 1986: un disco Heavy metal con moltissimi ospiti tra i quali:
- Kal Swan (ex cantante dei Lion, Tytan e Bad Moon Rising)
- Neil Turbin (ex cantante degli Anthrax e dei Turbin)
- Billy Sheehan (bassista dei Mr. Big)
- Mark Edwards (ex batterista  dei Steeler, Lion e Sin)
- Kevin DuBrow (Quiet Riot)
- Frankie Banali (Quiet Riot)
- Chuck Wright (Quiet Riot, House of Lords, Impellitteri)
- John Purdell (ex Heart)
- Jeff Scott Soto

L'ultimo album di Kuni è Fucked Up! del 2000.

## Discografia

### Solista
- 1986 - Masque
- 1988 - Lookin' for Action
- 2000 - Fucked Up!
- 2011 - Rock

### Altri album
- 1989 - Alex Masi - Attack Of The Neon Shark